# Klemens XIV
Klemens XIV (łac. Clemens XIV), właściwie Lorenzo Ganganelli OFMConv (ur. 31 października 1705 w Santarcangelo di Romagna, zm. 22 września 1774 w Rzymie) – włoski duchowny katolicki, 249. papież w okresie od 19 maja 1769 do 22 września 1774, franciszkanin konwentualny.

## Życiorys

### Wczesne życie
Urodził się jako syn wiejskiego lekarza Lorenza Ganganelli i jego żony Angeli Serafiny Marii Mazza. Na chrzcie otrzymał imiona Giovanni Vincenzo Antonio. Po wstąpieniu do zakonu franciszkanów przyjął imię Lorenzo (pol. Wawrzyniec), po swoim ojcu. W 1724 złożył śluby zakonne. W 1731 obronił doktorat z teologii, był nauczycielem w szkołach zakonnych. Został wybrany na rektora Kolegium św. Bonifacego w Rzymie (1740), w 1741 powierzono mu godność generalnego definitora zakonu. W 1753 i 1756 nie przyjął wyboru na generała franciszkanów. Jako uznany teolog został mianowany radcą Świętego Oficjum, a 24 września 1759 wyniesiony przez papieża Klemensa XIII do godności kardynalskiej, z tytułem prezbitera San Lorenzo in Panisperna. Podobno na nominację kardynalską o. Ganganelliego nalegał przełożony generalny zakonu jezuitów Lorenzo Ricci. Jako kardynał był członkiem sześciu kongregacji kurialnych:
- Kongregacji Świętego Oficjum Inkwizycji,
- Kongregacji ds. Egzaminowania Biskupów,
- Kongregacji Rozkrzewiania Wiary,
- Kongregacji ds. Obrzędów,
- Kongregacji Indeksu,
- Kongregacji ds. Korekty Ksiąg Rytów Orientalnych.

### Wybór na papieża
Konklawe 1769 po śmierci Klemensa XIII przebiegało pod znakiem problemu likwidacji zakonu jezuitów. Przedstawiciele burbońskich dworów odrzucali kandydatury wszystkich, których podejrzewali o sprzyjanie temu zakonowi. Jedyny zakonnik w gronie elektorów, Ganganelli, oświadczył niejednoznacznie, że przeprowadzenie kasaty jakiegokolwiek zakonu jest możliwe do przeprowadzenia w zgodzie z prawem kanonicznym. Zdanie to przeważyło – 19 maja 1769 został wybrany na papieża i przyjął imię Klemensa XIV. Nie był w tym momencie jeszcze biskupem, został konsekrowany 28 maja 1769, a 4 czerwca 1769 koronowany.

### Pontyfikat
Zdanie wypowiedziane na konklawe nie oznaczało faktycznie zgody papieża na kasatę zakonu. W przypadku Klemensa XIV było to szczególnie trudne, gdyż przed wyborem wielokrotnie popierał sprawy jezuitów, a jedną ze swoich prac teologicznych Diatriba theologica (1743) dedykował pamięci założyciela jezuitów Ignacego Loyoli. W rok po wyborze, 22 lipca 1769 mocarstwa europejskie upomniały się ponownie o likwidację jezuitów. Na swojego sekretarza stanu mianował Lazzaro Pallaviciniego, byłego nuncjusza w Madrycie i pod jego wpływem, napisał listy do królów: Ludwika XV (1 października) i Karola III (30 listopada), obiecując szybkie rozwiązanie sporu wokół zakonu. Klemens usiłować odwlec moment kasaty i załagodzić spór, m.in. zakazując przyjmowania nowych członków. Wpływ europejskich mocarstw był jednak zbyt silny (groziły one zerwaniem stosunków dyplomatycznych) i 21 lipca 1773 papież podpisał brewe Dominus ac Redemptor noster (wydane 16 sierpnia), rozwiązujące zakon jezuitów i likwidujące domy zakonne w Europie (poza Prusami i Rosją, których władcy nie uznali pisma papieskiego). Jezuici zatrudnieni w administracji państwa papieskiego utracili swoje stanowiska, a przełożony Ricci wraz z najbliższymi współpracownikami trafił do więzienia na Zamku św. Anioła w Rzymie. Lorenzo Ricci zmarł w więzieniu. Zakon pozostał jedynie w Rosji i Prusach. Jednak w pozostałych krajach, prace misyjne uległy znaczącemu załamaniu. W Polsce  na bazie szkół i majątku zakonu Sejm powołał Komisję Edukacji Narodowej. Korzyścią dla papieża było zwrócenie papieskich enklaw we Francji: Awinionu i Venaissin oraz włoskich: Benewentu i Pontecorvo.
Z innych wydarzeń z okresu pontyfikatu Klemensa XIV można wymienić uregulowanie stosunków dyplomatycznych z Portugalią (m.in. za cenę serii nominacji biskupich po myśli portugalskiego pierwszego ministra markiza de Pombala oraz miejsca w Kolegium Kardynalskim dla brata Pombala). W okresie konfederacji barskiej Klemens XIV w wydanym brewe poparł króla Stanisława Augusta Poniatowskiego wbrew konfederatom. Nieudaną inicjatywą papieża była także próba zapobiegnięcia I rozbiorowi Polski w 1772. Zabiegał o to m.in. u cesarzowej Marii Teresy. Klemens XIV wycofał się z poparcia dla wygnanej katolickiej dynastii Stuartów, zyskując przychylność Anglii. W 1771 powołał do istnienia Museo Pio-Clementino.
Kreował 17 nowych kardynałów, na dwunastu konsystorzach.

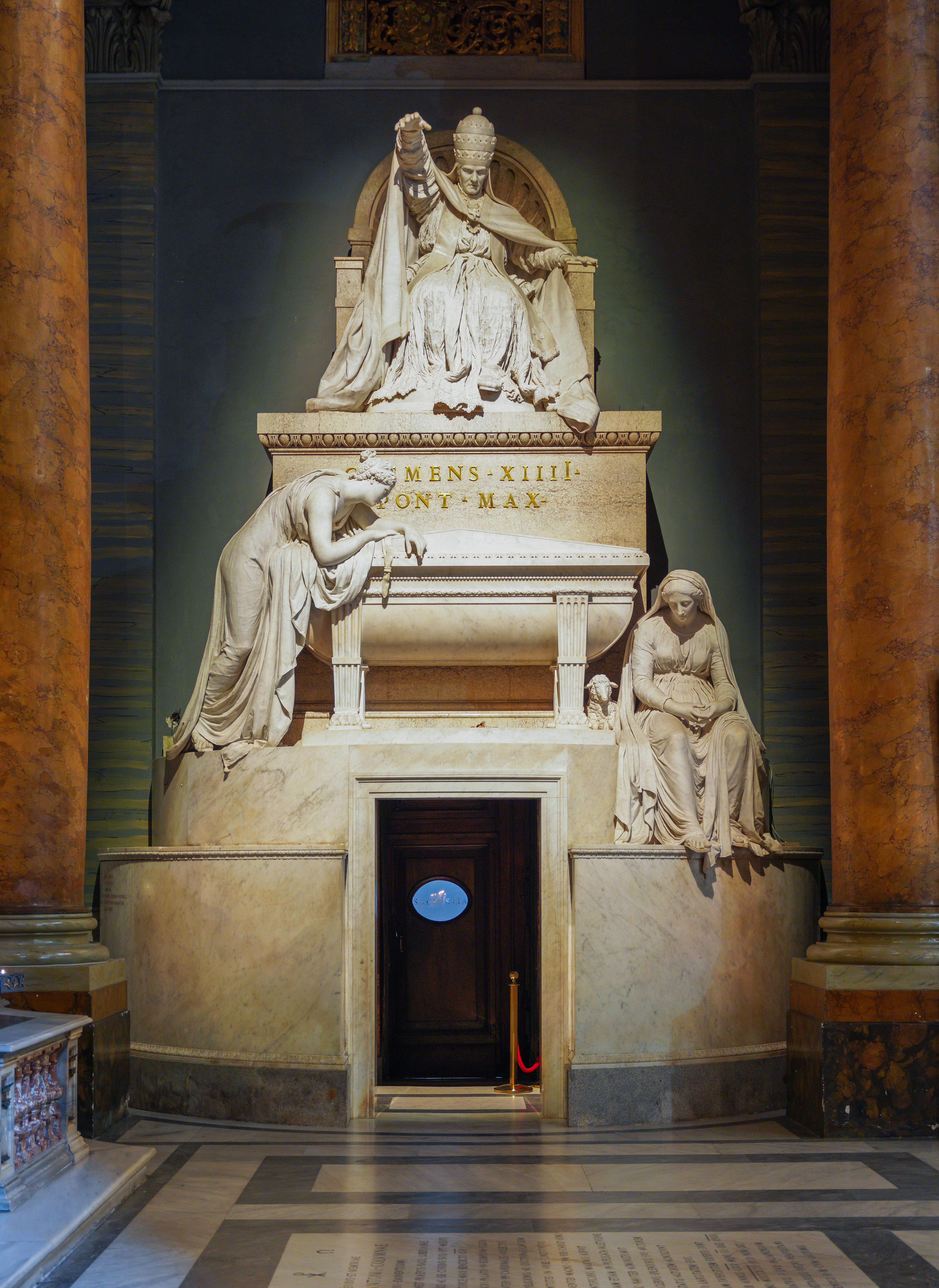
Grób Klemensa XIV w Bazylice świętych Dwunastu Apostołów w Rzymie

Pod koniec życia papież cierpiał na depresję i bał się zamordowania. Klemens XIV zmarł w Rzymie, a kiedy okazało się, że rozkład jego zwłok gwałtownie postępuje, podejrzewano, że mógł zostać otruty. Jednak przeprowadzona sekcja wykluczyła takie przypuszczenia i został on pochowany w bazylice św. Piotra. Następnie jego ciało przeniesiono do bazyliki Ss. XII Apostoli (św. 12 Apostołów).